# Terje Berntsen
Terje Koren Berntsen är en norsk meteorolog och forskare. Han blev 1989 cand.scient. i meteorologi vid Universitetet i Oslo, och 1994 dr. scient. Han är sedan 2008 professor i meteorologi och oceanografi vid Institutt for geofag vid universitetet i Oslo samt verksam på deltid vid det norska klimatforskningscentrat CICERO, där han var anställd som forskare 1994-2008.
Han är verksam inom klimatforskning och forskning kring global uppvärmning.